# Leucula
Leucula là một chi bướm đêm thuộc họ Geometridae.

## Các loài
- Leucula ablinearia
- Leucula admota
- Leucula astigma
- Leucula avitta
- Leucula blancaria
- Leucula cachiaria
- Leucula cillenaria
- Leucula circumdata
- Leucula distans
- Leucula empusaria
- Leucula festiva
- Leucula flavilinguaria
- Leucula fuscicosta
- Leucula impositoria
- Leucula lino
- Leucula lucidaria
- Leucula meganira
- Leucula nana
- Leucula orates
- Leucula planivena
- Leucula rasa
- Leucula sigillata
- Leucula simplicaria
- Leucula sublucidaria
- Leucula tinctaria
- Leucula tiresiaria
- Leucula toxulca
- Leucula velutina